# Těžký časy
Těžký časy (anglicky Hot Water Music) je soubor 35 krátkých (obvykle tří- až pětistránkových) povídek výtržníka, pobudy, milovníka žen, alkoholika a v neposlední řadě amerického spisovatele Charlese Bukowského vydaný v roce 1983.
Česky knihu vydalo nakladatelství Pragma v roce 1994  a 2003 .

## Obsah
- Sestup a pád (Decline and Fall) – Mel vypráví barmanu Carlovi historku o jednom podivném párečku, Alovi a Erice. Al je voyeur a žádá po Melovi, aby si to rozdal s jeho ženou…
- Drzejší než kobylka (Less Delicate than the Locust) – povídka o dvou extravagantních malířích, kteří nesnášejí lidi a dávají to patřičně najevo.
- Co tě pálí, has (Scream When You Burn) – útržek z všedního života Henryho Chinaskiho.
- Párek gigolů (A Couple of Gigolos) – autobiografická vzpomínka o dvou vydržovaných chlápcích, jejichž partnerky se vracejí z práce až večer, zatímco oni si povídají u snídaně historky a poflakují se po společném domě. Objevuje se i v románu Ženy.
- Veliký básník (The Great Poet) – na návštěvě u velkého básníka, jehož opustila žena a on rezignoval na život, důstojnost, zodpovědnost a další voloviny. Bukowského typická představa, která ho vábila.
- Políbils Lilly (You Kissed Lilly) – Margareta nemůže svému manželovi Theodorovi odpustit dávnou nevěru a stále mu ji předhazuje, až se jí podaří ho vytočit.
- Hořící dáma (Hot Lady) – Monk potká v baru ženu, která tvrdí, že byla u upálení Johanky z Arku…
- Hnusnej svět (It's a Dirty World) – něco málo o brutálních metodách amerických policajtů.
- Čtyři metráky (900 pounds) – Louie má cyklostyl, na němž tiskne svůj časopis. Nevidí si do huby a v motelu provokuje dva tlusťochy. Eric, jeho kámoš z branže, tuší problémy…
- Četl jste Pirandella? (Have You read Pirandello?) – Chinaski se musí vystěhovat a tak si podává inzerát. Ozve se mu nějaká osamělá žena, která zná jeho knihy. Její zájem v častých telefonátech vykrystalizuje do jediného tématu: páření.
- Píchání bez cíle (Strokes to Nowhere) – Tony veze svou manželku na letiště. Jakmile odletí, dostane chuť na její přítelkyni Meg. Podaří se mu ji přemluvit. Užuž se chystá na velkou jízdu, když vtom se u něj doma zničehonic objeví Megin bratr Damion – velký příznivce jógy, esoteriky a mystiky…
- Kus mámy (Some Mother) – v podstatě úryvek z románu Šunkový nářez.
- Ubožákův smutek (Scum Grief) – Chinaski jde se svojí momentální přítelkyní Vicky na čtení poezie básníka Victora Valoffa. Vicky zajímá význam básní, Chinaski jí ho objasňuje, přičemž se neubrání svým sarkastickým komentářům.
- Bernadeta zrovna ne (Not Quite Bernadette) – Henry Chinaski musí vyhledat rychlou zdravotnickou pomoc, je zraněný na intimních místech. Seznámil se s mladou blondýnkou Bernadetou, avšak neudržel svůj chtíč na uzdě…
- Pořádná kocovina (Some Hangover) – Kevin se ráno probouzí s pořádnou kocovinou a nepamatuje si nic z předešlého večera. Zazvoní telefon. Je to Bonnie, její dvě malé dcerky jí řekly, že si je Kevin vzal na záchod a tam jim stáhl kalhotky…
- Pracovní den (A Working Day) – pracovní den spisovatele na volné noze Joe Mayera.
- Muž, který miloval výtahy (The Man Who Loved Elevator) – co se může stát ve výtahu jednoho obyčejného činžáku.
- Problém s hlavou (Head Job) – Margie je osamělá žena. V sousedství bydlí známý básník Marx Renoffski se svojí přítelkyní Karen. Karen je sochařka a kdysi dala Marxovi jeho bustu. Když se hádají, Marx se rozčílí a odjíždí pryč a Karen hází za ním bustu na trávník. Margie Marxe obdivuje, domnívá se, že by mu byla dobrou družkou. Jednou sebere bustu a odnese ji domů. Zanedlouho klepe u ní na dveře Marx, chce bustu zpátky. Projeví o Margie zájem, resp. o její fyzické přednosti. Margie vidí, že se spletla…
- Ráno s chobotem (Turkeyneck Morning) – ranní probuzení vedle manžela, který se ze začátku nezdál být takovým balvanem…
- Tam a zpět a zase (In and Out and Over) – Chinaski vzpomíná historky z autorského čtení a co následovalo po něm.
- Miluju tě, Alberte (I Love You Albert) – začátek povídky je o tom, jak se Bukowski seznámil v baru se svojí první láskou Jane, druhá část je smyšlený příběh.
- Tušení bílého psa (White Dog Hunch) – Chinaski vysvětluje své nové přítelkyni Luise, která je zvědavá, chování jeho bejvalky, to, jak ignorovala jeho city a okatě se podbízela jiným chlapům. Později se ukáže, že Luisa není o nic lepší.
- Opilé meziměsto (Long Distance Drunk) – Tonyho v noci telefonicky obtěžuje bývalá žena, on není schopen to utnout.
- Jak vydat knihu (How to get Published) – historka o tom, jak poezie Henryho Chinaskiho zaujala jistého nonkonformního vydavatele, jenž se rozhodl autora osobně navštívit.
- Pavouk (Spider) – Spisovatel Max Miklovik umí dobře psát, ale neví, jak sbalit ženskou…
- Smrt mého otce I (The Death of the Father I) – Chinaskimu umřel otec. Po pohřbu si dovede domů jeho milenku. Otevřou si láhev, pustí hudbu – vypadá to na příjemně strávený večer…
- Smrt mého otce II (The Death of the Father II) – Chinaskimu umřel otec. Po pohřbu se u něj doma zastavují sousedé s kondolencí. Henry jim nabídne, ať si vezmou z domu, cokoliv chtějí…
- Harry Ann Landers (Harry Ann Landers) – Paula opustila žena. Před ním žila s Harrym, jeho kámošem. Paul prosí Harryho, aby jí zavolal a zkusil ji přemluvit k návratu. Harry ví, že je to marná snaha, ale bere do ruky telefonní sluchátko…
- Pivo na rohu (Beer at the Corner Bar) – o jednom incidentu v baru na rohu. Roli v něm hrálo nepochopení, lidská omezenost a intolerance.
- Nebeské ptáče (The Upward Bird) – interview se sympatickou básnířkou Janice Altricovou. Tak nějak si Bukowski představoval spokojenou a naplněnou existenci.
- Studená noc (Cold Night) – opět jednou chycen do pasti jménem život.
- Dárek pro Dona (A Favor for Don) – začátek povídky je podobný úryvku z románu Ženy.
- Kudlanka nábožná (Praying Mantis) – samice kudlanky nábožné po páření ukousne samečkovi hlavu. Samička černé vdovy po kopulaci samečka sežere. Samička člověka…
- Rozbité zboží (Broken Merchandise) – další povídka o únavném životním stereotypu, který stále nutí člověka ke konkurenceschopnosti a důsledek nemůže být jiný než prohra, prohra, prohra.
- Home run ('Home run) – jak se také dá vyřešit evidentní bezpráví.